# Гарлатти, Гильермо Хосе
Гильермо Хосе Гарлатти (исп. Guillermo José Garlatti; род. 12 июля 1940, Форгария-нель-Фриули, Фриули-Венеция-Джулия) — аргентинский прелат Римской католической церкви, архиепископ Баия-Бланки (2003—2017).

## Биография
Родился 12 июля 1940 года в коммуне Форгария-нель-Фриули, Удине, Италия. В детстве он вместе с родителями переехал в Ла-Плату, Аргентина, где получил начальное и среднее образование.
Он учился в местной семинарии и был рукоположен в священники 5 июля 1964 года. Он получил степень в области богословия в Католическом университете Аргентины, после чего работал в семинарии Святого Иосифа. Кроме того, некоторое время он преподавал библейские учения в Папском библейском институте.
В 1994 году он был назначен вспомогательным епископом архиепархии Ла-Платы и был рукоположен в епископы. 20 февраля 1997 года он был назначен епископом Сан-Рафаэля.
11 марта 2003 года он был назначен архиепископом Баия-Бланки. 12 июля 2017 года Папа Франциск принял его отставку.